# قتادة بن إدريس
أبو عزيز قتادة بن إدريس بن مطاعن الينبعي المكي الحسني الهاشمي (527 - 617 هـ/ 1132 - 1219 م) حاكم مكة في القرن السادس الهجري بعد أن قضى على دولة الهواشم وحكم مكة 20 عامًا حتى قتله ابنه حسن سنة 617 هـ، وبقي بعده حكم مكة لذريته القتاديين وآخرهم علي بن الشريف الحسين بن علي الذي انتهى حكمه بدخول مكة تحت الحكم السعودي.

## نسبه
قتادة بن إدريس بن مطاعن بن عبد الكريم بن عيسى بن الحسين بن سليمان بن علي بن عبد الله بن محمد الثائر بن موسى الثاني بن عبد الله الشيخ الصالح بن موسى الجون بن عبد الله الكامل بن الحسن المثنى بن الحسن بن علي بن أبي طالب. 

## كنيته ومحاسنه
يُكنى أبا عزيز الينبعي المكيّ. ويقال له: نابغة بني حسن، صاحب مكة وينبع، وغير ذلك من بلاد تهامة.

## نشأته
كان قتادة وأهله يسكنون نهر العلقميَّة من وادي ينبع في تهامة، وصارت له على قومه الرئاسة فجمعهم وأركبهم الخيل، وحارب بني حراب الهاشميين، من ولد عبد الله بن الحسن بن الحسن، وبني علي، وبني أحمد، وبني إبراهيم، ثم إنه استألَف بني أحمد، وبني إبراهيم، وذلك أيضاً بعد ملكه لوادي الصَّفراء، وإخراجه لبني يحيى منه. تزوج قتادة بإمرأتين فكانت زيجته الأولى بإمرأة من آل الحسين بن علي من قريش، وأما زواجه الثاني فكان بإمرأة من قبيلة عنزة، وقد أنجبت له إمرأته القرشية من الأبناء:
1. عزيز.
2. حنظلة.
3. راجح.
4. إدريس.
5. علي الأصغر.

وأما إمرأته العنزية فقد أنجبت له ولدين هما:
1. حسن.
2. علي الأكبر.[1]

## حيازته مكة
تجهّز قتادة بعد حروبه مع الهاشميين حول ينبع للخروج إلى مكة في جماعة من قومه، فما شعر به أهل مكة، إلا وهو بها معهم وقيل إنه لم يأت إليها بنفسه في ابتداء ملكه لها، وإنما أرسل إليها ابنه حنظلة فملكها، وخرج منها مكثر بن عيسى بن فليتة الهاشمي القرشي إلى نخلة وكان مكثر بن عيسى آخر أمراء مكة الهواشم وكان يتداول إمرتها مع أخيه داود بن عيسى.
حكم قتادة مكة بعد قضائه على دولة الهواشم قرابة عشرين سنة وبدأ حكمه سنة 597 هـ وقيل سنة 598 هـ وقيل سنة 599 هـ.

## حروبه مع أمراء المدينة الهاشميين
ذكر ابن الأثير، أن في سنة 601 هـ، كانت الحرب بين قتادة أمير مكة المكرمة، وبين الأمير سالم بن قاسم الحسيني الهاشمي أمير المدينة، ومع كل واحدٍ منهما جمع كثير، فاقتتلوا قتالاً شديداً، وكانت الحرب بذي الحليفة بالقرب من المدينة، وكان قتادة قد قصد المدينة ليحصرها ويأخذها، فلقيه سالم بعد أن قصد الحجرة النبويّة، وصلى عندها ودعا، وسار فلقيه، فانهزم قتادة، إلى من مع سالم من الأمراء فأفسدهم عليه، فمالوا إليه وحالفوه، فلما علم سالم ذلك، رحل عنه عائداً إلى المدينة، وعاد أمر قتادة يقوى.
ثم كانت وقعة المصارع وبها هجم من مكة على المدينة المنورة، فخرج له صاحب المدينة سالم بن قاسم الحسيني الهاشمي، فكسره قتادة، وحاصره أياماً، وكان سالم في أثناء ذلك يحسن سياسة الحرب، ويستميل أصحاب أبي عزيز، إلى أن خرج عليه، وهو مغتر متهاون به، فكسره سالم وأسر جمعاً من أصحابه، وتبعه إلى مكة فحصره فيها على عدد أيام حصاره بالمدينة،
وفي سنة 612 هـ وصل الخبر بنزول قتادة صاحب مكة على المدينة، تاسع صفر، وحاصرها أياماً، وقطع ثمرها جميعه، وكثيراً من نخيلها، فقاتله من فيها، وقتل جماعة من أصحابه، ورحل عنها خاسراً. وفي ثالث شعبان، سار الأمير سالم صاحب المدينة بمن استخدمه من التركمان، والمراحل إليها من المخيم السلطاني بالكسوة، ثم توفي بالطريق قبل وصوله إلى المدينة، وقام ولد أخيه جَمّاز بالإمرة بعده، واجتمع أهله على طاعته، فمضى بمن كان مع عمه، لقصد قتادة صاحب مكة، فجمع قتادة عسكره وأصحابه، والتقوا بوادي الصفراء، فكانت الغلبة لعسكر المدينة، فاستولوا على عسكر قتادة قتلاًَ ونهباً، ومضى قتادة منهزماً إلى ينبع، فتبعوه وحصروه بقلعته، وحصل لحميد بن راجب من الغنيمة، ما يزيد على مائة فرس، وهو واحد من جماعة كثيرة من العرب الكلابيين، وعاد الأجناد الذين كانوا مضوا مع الأمير سالم من الشام، من التركمان وغيرهم، صحبة الناهض بن الجرخي خادم المعتمد، وفي صحبتهم كثير مما غنموه من أعمال قتادة، ومن وقعة وادي الصفراء، من نساءٍ وصبيان.
وفي سنة 613هـ: وصل الخبر بتسليم نواب الكامل الينبع، من ناب قتادة، حماية له من قاسم بن جماز صاحب المدينة، وبأن قاسم بن جماز أخذ وادي القرى ونخلة من قتادة؛ وهو مقيم به ينتظر الحاج، حتى يقضوا مناسكهم، وينازل هو مكة بعد انفصالهم عنها.
وفي سنة 613 هـ، كانت وقعة الحميمة، جاء الأمير قاسم الحسيني بعسكر من المدينة، وأغار على جدة، وخرج له صاحب مكة قتادة، والتقوا بين القصر والحميمة، وكانت الكسرة على قاسم، وكان ذلك يوم النحر في هذه السنة.
وفي سنة موت قتادة جمع جموعاً كثيرة، وسار عن مكة إلى المدينة، ولما نزل بالفرع، سير على الجيش أخاه، وابنه حسناً لمرض عرض له.

## حربه مع ثقيف
كان بين قتادة صاحب مكة، وثقيف أهل الطائف، حرب سنة 613 هـ ظهر فيها قتادة على ثقيف، ولما ظهر عليهم هرب منه طائفة منهم، وتحصّنوا في حصونهم، فأرسل إليهم قتادة يستدعيهم للحضور إليه، ويؤمِّنهم وتوعدَّهم بالقتل إن لم يحضروا إليه، فتشاور ثقيف في ذلك، ومال أكثرهم إلى الحضور عند قتادة، خيفة أن يهلكهم إذا ظهر عليهم، فحضروا عند قتادة، فقتلهم واستخلف على بلادهم نواباً من قبله، وعضدهم بعبيد له، فلم يبق لأهل الطائف حيلة في قتل جماعة قتادة، وهي أنهم يدفنون سيوفهم في مجالسهم، التي جرت عادتهم بالجلوس فيها مع أصحاب قتادة، ويستدعون أصحاب قتادة للحضور إليهم، فإذا حضروا إليهم وثب كل من أهل الطائف بسيفه المدفون، على جليسه من أصحاب قتادة، فيقلته به، فلما فعلوا ذلك، استدعوا أصحاب قتادة إلى الموضع الذي دفنوا فيه سيوفهم، وأوهموهم أن استدعاءهم لهم بسبب كتاب ورد عليهم من قتادة، فحضر إليهم أصحاب قتادة بغير سلاح، لعدم مبالاتهم بأهل الطائف، لِما أوقعوا في قلوبهم من الرعب منهم، فلما اجتمع الفريقان واطمأنت بهم المجالس، وثب كل من أهل الطائف على جليسه، ففتك به، ولم يَسلم من أصحاب قتادة إلا واحد، على ما قيل، هرب ووصل إلى قتادة، وقد تخبَّل عقله لشدة ما رآه من الروع في أصحابه، وأخبر قتادة بالخبر، فلم يصدقه وظنه جن لِما رأى فيه التخبُّل. وفي وقائع قتادة مع ثقيف، فُقد كتاب النبي لأهل الطائف وكان عند حمدان العوفي الثقفي فلما غزاهم جيش قتادة نهبوا البلاد وكان الكتاب فيما نهبوا.

## قتاله الحجاج العراقيين
وقال أبو المظفر: وفي عاشر محرم، قتل قتادة، المعروف بعبد الله الأسير، ثم وصل كتاب من مرزوق الطشتدار الأسدي، في الخامس والعشرين من المحرم، وكان حاجباً، يخبر فيه بأن قتادة قتل إمام الحنفية وإمام الشافعية بمكة، ونهب الحجاج اليمنيين.
وقال أيضاً سنة 608 هـ: فيها نهب الحاج العراقي، وكان حجّ بالناس من العراق، علاء الدين محمد بن ياقوت، نيابةً عن أبيه، ومعه ابن أبي فراس، يثقّفه ويدبره، وحج من الشام، الصمصام إسماعيل، أخو سِياروج النجمي على حاج دمشق، وعلى حاج القدس الشجاع علي بن سلار، وكانت ربيعة خاتون (بنت أيوب) أخت العادل في الحج، فلما كان يوم النحر بمنى بعد رمي الناس الجمرة وثب بعض الإسماعيلية، على رجل من بني عمّ قتادة، أشبه الناس به، وظنوه إياه، كان مع أم جلال الدين، وثار عبيد مكة، وصعدوا على الجبلين بمنى، وهلّلوا وكبّروا، وضربوا الناس بالحجارة والمَقاليع والنُشاب، ونهبوا الناس يوم العيد والليلة واليوم الثاني، وقتل من الفريقين جماعة، فقال ابن أبي فراس لمحمد ابن ياقوت: ارحلوا بنا إلى الزّاهر، إلى منزلة الشاميين، فلما حصلت الأثقال على الجمال، حَمل قتادة أمير مكة والعبيد، فأخذوا الجميع إلا القليل. وقال قتادة: ما كان المقصود إلا أنا، والله لا أبقيت من حاج العراق أحداً، وكانت ربيعة خاتون بالزاهر، ومعها ابن السلار، وأخو سياروج، وحاج الشام، فجاء محمد بن ياقوت أمير الحاج العراقي، فدخل خيمة ربيعة خاتون مستجيراً بها، ومعه خاتون أم جلال الدين، فبعثته ربيعة خاتون مع ابن السلار، إلى قتادة تقول له: ما ذنب الناس! قد قتلت القاتل، وجعلت ذلك وسيلةً إلى نهب المسلمين، واستحللت الدماء في الشهر الحرام، في الحرام، والمال، وقد عرفت من نحن، والله لئن لم تنته، لأفعلنّ، ولأفعلنّ. فجاء إليه ابن السلار، فخوَّفه وهّدده، وقال: ارجع عن هذا، وإلاَّ قَصدك الخليفة من العراق ونحن من الشام، فكفَّ عنهم، وطلب مائة ألف دينار، فجمعوا له ثلاثين ألفاً من أمير الحاج العراقي، ومن خاتون أم جلال الدين، وأقام الناس ثلاثة أيام حول خيمة ربيعة خاتون، بين قتيل وجريح ومسلوب وجائع وعُريان، وقال قتادة: ما فعل هذا إلا الخليفة، ولئن عاد قرُب أحد من بغداد إلى هنا، لأقتلن الجميع. ويقال إنه أخذ من المال والمتاع وغيره، ما قيمته ألفا ألف دينار، وأذن للناس في الدخول إلى مكة، فدخل الأصحاء الأقوياء، فطافوا وأي طواف، ومعظم الناس ما دخل، ورحلوا إلى المدينة، ودخلوا بغداد على غاية الفقر والذل والهوان، ولم ينتطح فيها عنزان.
ولما دخل العراقيون للالتجاء بالحجاج الشاميين، كان الشاميون نازلين بالزهر، وكلام ابن الأثير، يقتضي أن ذلك وقع والشاميون بمنى، ثم رحلوا جميعاً إلى الزَّاهر.
وذكر ابن سعيد المغربي هذه الحادثة، وذكر فيها أن أصحاب قتادة، فعلوا بمن كان من الحجاج في مكة، مثل ما فعلوا فيهم بمنى، وذكر أنهم قتلوا القاتل بمنى، وظنّوا أنه حشيشي، وذكر ابن سعيد شيئاً مما كان بين قتادة وأهل العراق، بسبب هذه الحادثة.

## خصومته مع الخليفة العباسي الناصر
وفي سنة 609 هـ وصل من قبل الخليفة العباسي أبو العباس أحمد الناصر لدين الله، إلى قتادة، مع الرَّكب العراقي، مال وخلع وكسوة البيت على العادة، ولم يظهر له الخليفة إنكاراً على ما تقدم من نهب الحاج، وجعل أمير الركب يستدرجه ويخدعه، بأنه لم يصح عند الديوان العزيز، إلا أن قومه، وأتباعهم نهبوا أطراف الحاج، ولولا تلافيك أمرهم، لكان الاصطلام. وقال: يقول لك مولانا الوزير: وليس كمال الخدمة الإمامية، إلا بتقبيل العتبة، ولا عزّ الدنيا والآخرة، إلا بنيل هذه المرتبة، فقال له: انظر في ذلك، ثم تسمع الجواب. واجتمع ببني عمه، وعرَّفهم أن ذلك استدراج لهم وله، حتى يتمكن من الجميع، ثم غدا على أمير الركب، وقال له: اسمع الجواب، ثم أنشده ما نظمه في ذلك:
فقال له أمير الرَّكب: لا أعلم من الأمور التي في الكتب ما علمت، ولكني قد رأيت أن هذا من شرب العرب، الذين يسكنون البوادي، ونزعات قطّاع الطريق ومخيفي السبيل، حاش لله أن أحمل هذه الأبيات عنك إلى الديوان العزيز، والله لو بلغ هذا إلى حيث أشرت، لترك كل وجهٍ، وجعل جميع الوجوه إليك حتى يفرغ منك، ما لهذا ضرورة، إنه قد خطر لك أنهم استدرجوك، لا تسر إليهم، ولا تمكن من نفسك، وقل جميلاً، وإن كان فعلك ما علمت. قال: فأصغى إليه أبو عزي، وعلم أنه رجل عاقل ناصح، ساع بخير لمرسله وللمسلمين، فقال: كثر الله في المسلمين مثلك، فما الراي عندك؟ قال: أن ترسل من أولادك من لا تهتم به إن جرى عليه ما يتوقعه، ومعاذ الله أن يجري إلا ما تحبه، وترسل معه جماعة من ذوي الأسنان والهيئات، فيدخلون مدينة السلام، وفي أيديهم أكفانهم منشورة، وسيوفهم مسلولة، ويقبلون العتبة، ويتوسلون برسول الله، وبصفح أمير المؤمنين، وسترى ما يكون من الخير لك وللناس، والله لئن لم تفعل هذا، لتركبنَّ الإثم العظيم، ويكون ما لا يخفى عنك، قال: فشكره ووجه صحبته ولده وأشياخ قومه، ودخلوا بغداد على تلك الهيئة التي رسم، وهم يضجون ويبكون ويتضرعون، والناس يبكون لبكائهم، واجتمع الخلق كأنه المحشر، ومالوا إلى باب النوبي من أبواب مدينة الخليفة، فقبلوا هنالك العتبة، وبلغ الخبر الناصر، فعفى عنهم وعن مرسلهم، وأُنزلوا في الديار الواسعة، وأُكرموا الكرامة التي ظهرت واشتهرت، وعادوا إلى أبي عزيز بما أحبَّ، فكان بعد ذلك يقول: لعن الله أول رأي عند الغضب، ولا عدمنا عاقلاً ناصحاً يثنينا عنه. وأرسل قتادة إلى الخليفة ولده راجح بن قتادة في طلب العفو.

## صفاته
- كان يخطب للخليفة الناصر وللكامل محمد بن العادل الأيوبي، ثم يخطب لنفسه بالأمير المنصور، ودام ملكه نحو سبع وعشرين سنة، وخافه العرب في تلك البلاد خوفاً عظيماً. واستكثر من المماليك، وكان قد ابتاعهم وصيرهم جنداً يركبون بركوبه، ويقفون إذا جلس على رأسه، وكان متى قصد منهم فريقاً، أمر فيهم بالسِّهام، فأطاعته التهائم والنجود، وصار له صيتٌ في العرب لم يكن لغيره، وكانت وراثته الملك عن مكثر بن عيسى بن فليتة الذي ورثه عن آبائه المعروفين بالهواشم، وظهر في مدة مكثر، فورث ملكه، واستقام أمره، ثم استقام الأمر في عقبه إلى الآن. ابن سعيد
- كان قتادة في أول أمره، حسن السيرة، صافي السريرة، فلما وُثب على شبيهه وابن عمه، الرجل الذي توهم أنه من العراق وقتله، انقلبت أحواله، وصار مبغضاً في العراقيين، وفسدت نيته على الخليفة أبي العباس أحمد الناصر لدين الله، وساءت معاملته للحجاج، وأكثر المكوس والتغريم في مكة، حتى ضج الناس، وارتفعت فيه الأيدي بالدعاء، فقُتل على يد ابنه حسن بن قتادة.
- كان في زمانه يؤذن في الحرم «بحيّ على خير العمل»، على مذهب الزيدية.

## مقتله
قتل حسن بن قتادة والده قتادة في شهر جمادى الآخرة، من سنة 617 هـ بمكة. وقيل في جمادى الأولى. وقيل توفي سنة 618 هـ. وكان عمره حين مقتله نحو 90 سنة.
وقد سبق في ترجمة ابنه حسن بن قتادة، أن الملك المسعود صاحب اليمن، لما مَلَك مكة بعد غَلَبِه لحسن بن قتادة أمر بنبش قبر قتادة وإحراقه، فوجدوا في القبر تابوتاً ليس فيه شيء، فعرف الناس بذلك، أن حسناً قتل أباه، ودفن التابوت في قبره، ليخفي أمره، ويقال: إن سبب قتل حسن بن قتادة لأبيه، أنَّ أباه قتادة، توعَّده بالقتل، لما بلغه أنه قتل عمه، بعد أن ندبه أبوه بجيش إلى المدينة مع ابنه حسن، وبلغ ذلك حسناً، فدخل على أبيه بعد عودته من المدينة، فبالغ أبوه في ذمّه وتهديده، فوثب إليه حسن فخنقه لوقته. ونقل ابن سعيد المغربي، عن سليمان بن الزنجاني، وزير قتادة، أن أخا حسن بن قتادة وأقاربه، يزعمون أن حسن قتل أباه خنقاً، واستعان على ذلك بجارية كانت تخدم أباه، وغلام له في إمساك يديه، ثم قتلهما بعد ذلك ليخفي سبب قتله أبيه، وزعم أن قتله الغلام والجارية، لكونهما قتلا أباه.